# 4 décembre en sport
4 novembre 4 janvier
Chronologies thématiques
- Croisades
- Ferroviaires
- Disney

Le 4 décembre (338e jour de l'année ou 339e en cas d'année bissextile) en sport.

## Événements

### XIXesiècle
- 1887 :
  - (Football) : en Suède, à Göteborg, fondation du club de Örgryte IS.

### XXesiècle:1901-1950
- 1909 :
  - (Hockey sur glace) : fondation du club les Canadiens de Montréal
- 1927 :
  - (Football) : le CA San Lorenzo de Almagro est champion d'Argentine.

### XXesiècle:1951-2000
- 1995 :
  - (Omnisports) : le Grand Stade de Saint-Denis, construit pour la Coupe du monde de football 1998 est nommé Stade de France.
- 1997 :
  - (Omnisports) : tirage au sort des poules de la Coupe du monde de football 1998 à Monaco.

### XXIesiècle
- 2009 :
  - (Hockey sur glace) : partie officielle du centenaire du Canadien de Montréal.
- 2011 :
  - (Tennis) : l’Espagne gagne l'édition 2011 de la Coupe Davis en s’imposant 3-1 en finale face à l’Argentine, au Stade olympique de Séville en Espagne.
  - (Football) : l'équipe Maghreb de Fes gagne la coupe des confédérations africaines en s'imposant par penalties en finale face au Club africain de Tunisie.
- 2016 :
  - (Handball /Euro féminin) : début de la 12e édition du championnat d'Europe de handball féminin qui se déroule jusqu'au 18 décembre 2016 en Suède.
- 2019 :
  - (Natation /Championnats d'Europe en petit bassin) : début de la 24e édition des championnats d'Europe de natation en petit bassin qui se déroule jusqu'au 8 décembre 2019 à Glasgow au Royaume-Uni.

## Naissances

### XIXesiècle
- 1881 :
  - Felice Nazzaro, pilote de courses automobile italien. († 21 mars 1940).
- 1884 :
  - Harvey Cohn, athlète de demi-fond américain. Médaillé d'argent du 3 miles par équipes aux Jeux de Londres 1908. († ? juillet 1965).
- 1886 :
  - Jan Thomée, footballeur néerlandais. Médaillé de bronze aux Jeux de Londres 1908. (16 sélections en équipe nationale). († 1er avril 1954).
- 1897 :
  - Lionel de Marmier, pilote de courses automobile puis aviateur et militaire français. Membre de la Résistance française. († 30 décembre 1944).

### XXesiècle:1901-1950
- 1909 :
  - Bobbie Heine, joueuse de tennis sud-africaine. († 31 juillet 2016).
- 1914 :
  - George Swindin, footballeur puis entraîneur anglais. († 27 octobre 2005).
- 1919 :
  - José Villalonga, entraîneur de football espagnol. Vainqueur des Coupe des clubs champions 1956 et 1957 puis de la Coupe d'Europe des vainqueurs de coupe 1962. Sélectionneur de l'équipe d'Espagne de 1962 à 1966, championne d'Europe de football 1964. († 7 août 1973).
- 1930 :
  - René Privat, cycliste sur route français. Vainqueur de Milan-San Remo 1960. († 19 juillet 1995).
- 1931 :
  - Alex Delvecchio, hockeyeur sur glace canadien.
- 1941 :
  - Marty Riessen, joueur de tennis américain. Vainqueur de la Coupe Davis 1981.
- 1943 :
  - Christine Beckers, pilote de courses automobile belge.
  - Marcel Cerdan Jr, boxeur français.
- 1944 :
  - François Migault, pilote de F1 et de courses automobile d'endurance français. († 29 janvier 2012).
- 1946 :
  - Heinz-Jürgen Blome, footballeur allemand. († 7 novembre 2012).
  - Daniel Carnevali, footballeur argentin. (26 sélections en équipe nationale).
- 1949 :
  - Arturo Salah, 75 ans, footballeur puis entraîneur chilien.
- 1950 :
  - Jolanta Bebel, escrimeuse polonaise.
  - Vladimir Bure, nageur soviétique. Champion d'Europe du relais × 100 mètres nage libre en 1970. († 3 septembre 2024).
  - László Fekete, footballeur puis entraîneur hongrois. († 6 juillet 1994).

### XXesiècle:1951-2000
- 1953 :
  - Rick Middleton, hockeyeur sur glace canadien.
  - Jean-Marie Pfaff, footballeur puis entraîneur belge. (64 sélections en équipe nationale).
- 1955 :
  - Dave Taylor, hockeyeur sur glace canadien.
- 1956 :
  - Bernard King, basketteur américain.
- 1957 :
  - Raul Boesel, pilote de F1 et de courses automobile d'endurance brésilien.
- 1958 :
  - Tim Hutchings, athlète de fond britannique.
- 1959 :
  - Paul McGrath, footballeur irlandais. (83 sélections en équipe nationale).
  - Christa Luding, patineuse de vitesse et cycliste sur piste est-allemande puis allemande. Championne olympique du 500 m aux Jeux de Sarajevo 1984 puis du 1 000 m, et médaillée d'argent du 500 m aux Jeux de Calgary 1988, médaillée de bronze du 500 m aux Jeux d'Albertville 1992. Médaillée d'argent de la vitesse aux Jeux de Séoul 1988. Championne du monde de sprint de patinage de vitesse 1985 et 1988.
- 1962 :
  - Abdulaziz Al Buloushi, footballeur koweïtien.
  - Roberto Córdoba, coureur cycliste espagnol.
  - Anna Frithioff, fondeuse suédoise. Médaillée de bronze du relais 4 × 5 km lors des Championnats du monde 1995.
  - Nixon Kiprotich, athlète kényan. Champion d'Afrique en 1989 et médaillé d'argent du 800 mètres aux Jeux olympiques d'été de 1992 à Barcelone.
  - Kevin Richardson, footballeur anglais. Vainqueur de la Coupe d'Europe des vainqueurs de coupe en 1985 avec Everton. (1 sélection en équipe nationale).
- 1963 :
  - Sergueï Bubka, athlète de saut à la perche, dirigeant sportif et ensuite homme politique soviétique puis ukrainien. Champion olympique du saut à la perche aux Jeux de Séoul 1988. Champion du monde d'athlétisme du saut à la perche 1983, 1987, 1991, 1993, 1995 et 1997. Champion d'Europe d'athlétisme du saut à la perche 1986. Détenteur du Record du monde du saut à la perche du 31 août 1984 au 15 février 2014. Membre du CIO depuis 1999. Député de 2002 à 2006.
- 1965 :
  - Rob Harmeling, cycliste sur route néerlandais. Champion du monde de cyclisme sur route du contre-la-montre par équipes 1986.
- 1968 :
  - Mike Barrowman, nageur américain. Champion olympique du 200 m brasse aux Jeux de Barcelone 1992. Champion du monde du 200 m brasse aux CM de Perth 1991.
- 1972 :
  - Jassen Cullimore, hockeyeur sur glace canadien.
  - Howard Eisley, basketteur américain.
- 1974 :
  - Anke Huber, joueuse de tennis allemande. Victorieuse de la Fed Cup 1992.
- 1976 :
  - Kristina Groves, patineuse de vitesse canadienne. Médaillée d'argent du 1 500 m et de la poursuite par équipes aux Jeux de Turin 2006 puis médaillée d'argent du 1 500 m et médaillée de bronze du 3 000 m aux Jeux de Vancouver 2010. Championne du monde de patinage de vitesse de la poursuite par équipes 2007 et 2009 puis championne du monde de patinage de vitesse du 3 000 m 2008.
  - Dave Thomas, basketteur canadien. (18 sélections en équipe nationale).
- 1978 :
  - Cory Bradford, basketteur américain.
  - Lars Bystoel, sauteur à ski norvégien. Champion olympique du petit tremplin et médaillé de bronze du grand tremplin et par équipe aux Jeux de Turin 2006. Champion du monde de vol à ski par équipes 2006.
- 1982 :
  - Ho-Pin Tung, pilote de courses automobile d'endurance sino-néerlandais.
- 1983 :
  - Pieter-Jan van Lill, joueur de rugby à XV namibien. Champion d'Afrique de rugby à XV 2009 et 2014. (43 sélections en équipe nationale).
- 1984 :
  - Fabrice Jeandesboz, cycliste sur route français.
  - Bobby Anthony Walker, basketteur américain.
- 1985 :
  - Carlos Gómez, joueur de baseball dominicain.
  - Ibtihaj Muhammad, sabreuse américaine. Médaillée de bronze par équipes aux Jeux de Rio 2016.
  - Martín Rodríguez Gurruchaga, joueur de rugby à XV argentin. (19 sélections en équipe nationale).
- 1986 :
  - Martell Webster, basketteur américain.
- 1988 :
  - Rémy Grosso, joueur de rugby à XV et de rugby à sept français. Vainqueur du Challenge européen 2019. (12 sélections avec l'équipe de rugby à sept et 5 sélections avec l'Équipe de France de rugby à XV).
- 1990 :
  - Blade Thomson, joueur de rugby à XV néo-zélandais puis écossais. (5 sélections avec l'équipe d'Écosse).
- 1991 :
  - Chaker Alhadhur, footballeur franco-comorien. (29 sélections avec l'équipe des Comores).
  - André Roberson, basketteur américain.
- 1993 :
  - Nataša Andonova, footballeuse macédonienne. (28 sélections en équipe nationale).
  - Yūki Nagasato, footballeuse japonaise. Médaillée d'argent aux Jeux de Londres 2012. Championne du monde de football 2011. Championne d'Asie de l'Est de football 2010. Victorieuse de la Ligue des champions féminine 2010. (132 sélections en équipe nationale).
  - Gabriele Nelli, volleyeur italien. Vainqueur de la Coupe de la CEV masculine 2019. (41 sélections en équipe nationale).
- 1995 :
  - Dina Asher-Smith, athlète de sprint britannique. Médaillée de bronze du relais 4 × 100 m aux Jeux de Rio 2016. Championne du monde d'athlétisme du 100m puis médaillée d'argent du 200m et du relais 4 × 100 m 2019. Championne d'Europe d'athlétisme du 200 m et médaillée d'argent du relais 4 × 100 m 2016 puis du 100 m 2018.
  - Nik Henigman, handballeur slovène. (76 sélections en équipe nationale).
  - Lekima Tagitagivalu, joueur de rugby à XV fidjien. (5 sélections en équipe nationale).
- 1996 :
  - Diogo Jota, footballeur Portugal. (48 sélections en équipe nationale). († 3 juillet 2025).
- 1997 :
  - Luke Kunin, hockeyeur sur glace américain. (3 sélections en équipe nationale).
- 1999 :
  - Just Kwaou-Mathey, athlète de haies française.
- 2000 :
  - Zeki Amdouni, footballeur suisse.

### XXIesiècle
- 2001 :
  - Justine Rasir, joueuse de hockey sur gazon belge.
  - Nicolò Rovella, footballeur italien. (2 sélections en équipe nationale).
  - Sarah Van Dam, coureuse cycliste canadienne.
- 2002 :
  - Jan Biegański, footballeur polonais.
  - John Butler, basketteur américain.
  - Ahmed Hafnaoui, nageur tunisien. Champion olympique du 400 mètres nage libre lors des Jeux d'été de 2020. Champion du monde du 800 et du 1 500 mètres nage libre et médaillé d'argent du 400 mètres nage libre lors des Championnats du monde de 2023. Vice-champion du monde du 1 500 mètres nage libre en petit bassin lors des mondiaux de 2021.
  - Nikola Wielowska, coureuse cycliste polonaise.
- 2003 :
  - Sebastián Boselli, footballeur uruguayen.
  - Fergus Browning, coureur cycliste australien.
  - Ousmane Diomande, footballeur ivoirien. (8 sélections en équipe nationale).
  - Scarlett Souren, coureuse cycliste néerlandaise.
- 2004 :
  - Sheng Lihao, tireur sportif chinois. Vice-champion olympique de tir à la carabine à 10 mètres air comprimé lors des Jeux d'été de 2020 puis champion olympique de la même discipline et de l'épreuve mixte aux Jeux olympiques de 2024.
  - Alin Toader, coureur cycliste roumain.
- 2005 :
  - Petra Marčinko, joueuse de tennis croate.

## Décès

### XXesiècle:1901-1950
- 1915 :
  - Lajos Gönczy, 34 ans, athlète de saut hongrois. Médaillé de bronze de la hauteur aux Jeux de Paris 1900. (° 24 février 1881).
- 1937 :
  - Achille Schelstraete, 40 ans, footballeur belge. (7 sélections en équipe nationale). (° 31 janvier 1897).
- 1952 :
  - James Norris, 73 ans, dirigeant sportif de hockey sur glace canadien. Propriétaire de club de hockey sur glace. (° 10 décembre 1879).

### XXesiècle:1951-2000
- 1953 :
  - Mario Gestri, 29 ans, coureur cycliste italien. (° 11 février 1924).
- 1962 :
  - Pontus Hansson, 68 ans, nageur et joueur de water-polo suédois. Médaillé de bronze du 200 mètres brasse et de l'épreuve du water-polo aux Jeux olympiques de 1908, médaillé d'argent en 1912 puis de bronze en 1920 en water-polo. (° 24 mai 1894).
- 1963 :
  - Arthur Pasquier, 80 ans, coureur cycliste français. (° 1er mars 1883).
- 1970 :
  - Augusto Rangone, 84 ans, entraîneur de football italien. Sélectionneur de l'équipe d'Italie entre 1925 en 1928. (° 11 décembre 1885).
- 1973 :
  - Lauri Lehtinen, 65 ans, athlète de fond finlandais. Champion olympique du 5 000 m aux Jeux de Los Angeles 1932 puis médaillé d'argent du 5 000 m aux Jeux de Berlin 1936. (° 10 août 1908).
- 1977 :
  - Sijtse Jansma, 79 ans, tireur à la corde néerlandais. Médaillé d'argent aux Jeux olympiques de 1920. (° 22 mai 1898).
- 1978 :
  - Henrique Ben David, 51 ans, footballeur portugais. (6 sélections en équipe nationale). (° 5 décembre 1926).
  - Sverre Nordby, 68 ans, footballeur norvégien. (10 sélections en équipe nationale). (° 13 mars 1910).
  - Rudolf Svensson, 79 ans, lutteur suédois. Vice-champion du monde de lutte gréco-romaine des moins de 82,5 kg en 1921 et 1922, médaillé d'argent en lutte gréco-romaine dans la même catégorie et en lutte libre en moins de 87 kg lors des Jeux olympiques de Paris en 1924, champion olympique des moins de 82,5 kg en lutte gréco-romaine aux Jeux de 1928 puis champion olympique des moins de 87 kg à Los Angeles en 1932. (° 27 mars 1899).
- 1980 :
  - Jenő Brandi, 67 ans, joueur de water-polo hongrois. Champion olympique lors des Jeux d'été de 1936 à Berlin puis médaillé d'argent lors du tournoi olympique de 1948. (° 13 mai 1913).
  - Stanisława Walasiewicz, 69 ans, athlète polonais. Championne olympique du 100 mètres aux Jeux d'été de 1932, championne d'Europe du 100 et du 200 mètres en 1938. (° 11 avril 1911).
- 1981 :
  - Alphonse Burnand, 85 ans, skipper américain. Champion olympique en classe 8 mètres aux Jeux d'été de 1932. (° 21 janvier 1896).
  - Edmondo Della Valle, 77 ans, footballeur italien. (° 16 novembre 1904).
  - Zoilo Saldombide, 79 ans, footballeur uruguayen. Champion olympique aux Jeux de Paris 1924. Champion du monde de football 1930. Vainqueur des Copa América et 1926. (15 sélections en équipe nationale). (° 18 mars 1902).
- 1988 :
  - Alberto Uria, 64 ans, pilote automobile uruguayen. (° 11 juillet 1924).
- 1990 :
  - Naoto Tajima, 78 ans, athlète japonais. Champion olympique du triple saut et médaillé de bronze du saut en longueur aux Jeux de Berlin en 1936. (° 15 août 1912).
- 1991 :
  - Orestes Jordán, 78 ans, footballeur péruvien. (17 sélections en équipe nationale). (° 21 novembre 1913).
- 1993 :
  - Roy Vernon, 56 ans, footballeur gallois. (32 sélections en équipe nationale). (° 14 avril 1937).
- 1994 :
  - Ichirō Ogimura, 62 ans, pongiste japonais. Champion du monde en 1954 et 1956. Président de l'ITTF de 1987 à 1994. (° 25 juin 1932).
  - István Timár, 54 ans, kayakiste hongrois. Médaillé d'argent du K2 sur 1 000 m et médaillé de bronze en K4 1 000 m aux Jeux d'été de 1968 à Mexico. (° 7 janvier 1940).
- 1995 :
  - Giorgio Bocchino, 82 ans, escrimeur italien. Champion du monde de fleur par équipes en 1933, 1934, 1935, 1937 et 1938. Champion olympique de fleuret par équipes et médaillé de bronze au fleuret individuel aux Jeux d'été de 1936 à Berlin. (° 14 juillet 1913).
- 1997 :
  - Joe Brown, 71 ans, boxeur américain. Champion du monde des poids légers entre 1956 et 1962 en conservant son titre à onze reprises. Membre de l'International Boxing Hall of Fame. (° 18 mai 1926).
- 2000
  - Colin Cowdrey, 67 ans, joueur de cricket et dirigeant anglais. (° 24 décembre 1932).

### XXIesiècle
- 2003 :
  - Mario Bo, 91 ans, footballeur italien. (° 4 avril 1912).
  - Georges Moreel, 79 ans, footballeur français. (1 sélection en équipe nationale). (° 22 juillet 1924).
- 2004 :
  - Svend Wad, 76 ans, boxeur danois. Médaillé de bronze des poids légers aux Jeux olympiques d'été de 1948 à Londres. (° 3 février 1928).
- 2011 :
  - Sócrates, 57 ans, footballeur brésilien. (60 sélections en équipe nationale). (° 19 février 1954).
  - Georges Talbourdet, 59 ans, cycliste sur route français. (° 5 décembre 1951).
- 2012 :
  - Miguel Calero, 41 ans, footballeur colombien. Vainqueur de la Copa América 2001. Vainqueur des Ligue des champions 2002, 2007, 2008 et 2010. (51 sélections en équipe nationale). (° 14 avril 1971).
  - Robert Monclar, 82 ans, basketteur français. Médaillé de bronze au Championnat d'Europe de basket-ball 1951, au Championnat d'Europe de basket-ball 1953 et au Championnat d'Europe de basket-ball 1959. (142 sélections en équipe de France). (° 13 août 1930).
- 2014 :
  - Sitamadji Allarassem, 25 ans, footballeur tchadien. (9 sélections en équipe nationale). (° 24 décembre 1988).
  - Takeo Kamachi, 78 ans, tireur sportif japonais. Champion olympique du tir au pistolet à 25 mètres feu rapide aux Jeux d'été de 1984. (° 20 mars 1936).
- 2015 :
  - Eric De Vlaeminck, 70 ans, cycliste sur route et de cyclo-cross belge. Champion du monde de cyclo-cross 1966, 1968, 1969, 1970, 1971, 1972 et 1973. Vainqueur du Tour de Belgique 1969. (° 23 août 1945).
- 2016 :
  - Nadine Juillard, 62 ans, footballeuse française. (1 sélection en équipe nationale). (° 4 janvier 1954).
- 2017 :
  - Armenak Alachachian, 86 ans, joueur de basket-ball soviétique puis arménien. Champion d'Europe en 1953, 1961, 1963 et 1965 et médaillé d'argent lors des Jeux olympiques de Tokyo en 1964. (° 25 décembre 1930.
  - Robert Alt, 90 ans, bobeur suisse. Champion du monde de bob à quatre en 1955 puis champion olympique en 1956 à Cortina d'Ampezzo. (° 2 janvier 1927).
  - Mitch Fadden, 29 ans, joueur de hockey sur glace canadien. (° 3 avril 1988.
  - Henning Jensen, 68 ans, footballeur danois. (21 sélections en équipe nationale). (° 17 août 1949).
  - Gregory Rigters, 32 ans, footballeur surinamien. (7 sélections en équipe nationale). (° 26 février 1985).
- 2019 :
  - Lucien Guillier, 92 ans, athlète français spécialiste du lancer du poids et du disque. (° 19 décembre 1926).
- 2020 :
  - Kinuko Tanida, 81 ans, joueuse de volley-ball japonaise. Vice-championne du monde en 1960, championne du monde en 1962 et championne olympique aux Jeux d'été de 1964 à Tokyo. (° 18 septembre 1939).